# Мария Балтаджиева (технолог)
Вижте пояснителната страница за други личности с името Мария Балтаджиева.
Мария Ангелова Балтаджиева е български учен и изобретател в сферата на млякото и млечните продукти. Избрана е за член-кореспондент (дописен член) на БАН през 2004 година и за академик (действителен член) през 2015 г.

## Биография
Мария Балтаджиева и родена на 18 август 1932 г. в Неврокоп. Дипломира се като инженер-технолог във Висшия институт по хранително-вкусова промишленост, днес Университет по хранителни технологии, Пловдив, специалност „Технолог по млякото и млечните продукти“. Доктор на техническите науки. Занимава се с научна и преподавателска работа. Професор от 1987 г.
- Преподавател по дисциплините „Технология на млякото и млечните продукти“ във Висшия институт по хранително-вкусова промишленост.
- Преподавател в Тракийски университет.
- Член-кореспондент на БАН от 2004 г.
- Председател на Съюза на учените в България, Пловдив.
- През 2008 г. е удостоена с почетното звание доктор хонорис кауза на Университета за хранителни технологии в Пловдив.
- Академик на БАН от 2015 г.
- Специалист по технология на млякото и млечните продукти, експерт по технология на млякото и млечните продукти, учен в областта на чистите храни.
- Вписана в Златна книга на изобретателите в България.
- Развива активна дейност, свързана с производство на мляко и млечни храни, участия в семинари и конференции.
- Автор на учебници по Технология на млякото и млечните продукти.
- Има над 220 публикации по важни проблеми в сферата на млякото и млечните продукти.
- Голяма част от научните ѝ изследвания са внедрени ефективно в практиката.
- Много от изследванията ѝ са защитени с патенти и авторски свидетелства.
- Ръководител на Лаборатория за изпитване на мляко и млечни продукти „LB LACT“ в Пловдив.
- Експерт на Международната федерация по млякото FIL и FAO.
- Член на Световната съдийска комисия по качество на млечните продукти.
- Екип с ръководител проф. Мария Балтаджиева разработват биопродукт, който преборва стреса и преумората. Биостимулаторът се произвежда на млечна основа, в състава му има пробиотични бактерии. Той е изследван в клиниките по сърдечно-съдови заболявания, гастроентерология, дерматология, гериатрия и геронтология към софийската Медицинска академия. Продуктът е патентован, за да може да се произвежда в България. Новата разработка е представена на симпозиум в Джакарта. Към еликсира проявяват интерес много чуждестранни учени, които искат да им се преотстъпят правата за производство.

От 1979 до 1989 г. е сътрудник на Държавна сигурност.